# Herea collaris
Herea collaris là một loài bướm đêm thuộc phân họ Arctiinae, họ Erebidae.